# Bezirk Przemyślany
Bezirk Przemyślany  – dawny powiat (Bezirk) kraju koronnego Królestwo Galicji i Lodomerii, funkcjonujący w latach 1854–1867. Siedzibą starostwa było miasteczko Przemyślany.

## Historia
Bezirk Przemyślany utworzono w ramach reformy uwłaszczeniowej z okresu Wiosny Ludów (1848–1849), która likwidowała jurysdykcję właściciela ziemskiego nad poddanymi. W Galicji, dominium – jako podstawowa jednostka administracyjna i filar systemu feudalnego straciło rację bytu. Konieczne stało się zatem wprowadzenie nowego systemu administracyjnego, którego zręby powstały w latach 1851–1855. Nowy trójstopniowy podział administracyjny objął 21 cyrkułów (niem. Kreise), 179 małych powiatów (niem. Bezirke) i ponad 6000 gmin (niem. Gemeinde).
Bezirk Przemyślany objął obszar o wielkości 8,5 mil², zamieszkany przez 26.577 ludzi i podzielony na 40 gmin katastralnych, w tym dwa miasteczka (Dunajów i Przemyślany). Wszedł w skład cyrkułu brzeżańskiego, jako jeden z jego ośmiu powiatów. Na wschodzie powiat posiadał eksklawę (którą stanowiłą gmina Krasnopuszcza), położoną na obszarze cyrkułu złoczowskiego (w Bezirk Zborów).
Po nadaniu Galicji autonomii oraz powołaniu samorządu gminnego i powiatowego w 1865 zlikwidowano cyrkuły (Kreise). Dotychczasowe małe powiaty (Bezirke) w liczbie 179, utrzymały się do 1867 roku, kiedy to w następstwie kolejnej reformy administracyjnej (23 stycznia 1867) zostały zastąpione przez 74 większych powiatów. Obszar zniesionego Bezirk Przemyślany wszedł wtedy w całości w skład nowego powiatu przemyślańskiego. 1 sierpnia 1878 cztery gminy przeniesiono do powiatu brzeżańskiego.

## Podział administracyjny (1854)
| Lp. | Gmina jednostkowa         | Powierzchnia | Ludność | Powiat w 1867 po zniesieniu |
| --- | ------------------------- | ------------ | ------- | --------------------------- |
| 1   | Przemyślany (m)           | 1985         | 2097    | przemyślański               |
| 2   | Borszów                   | 2781         | 1242    | przemyślański               |
| 3   | Brykoń                    | 510          | 156     | przemyślański               |
| 4   | Ciemierzyńce              | 5556         | 1470    | przemyślański               |
| 5   | Krosienko                 | 3532         | 747     | przemyślański               |
| 6   | Ładańce                   | 1260         | 568     | przemyślański               |
| 7   | Pleników                  | 1884         | 297     | przemyślański               |
| 8   | Wypyski                   | 1896         | 363     | przemyślański               |
| 9   | Wiśniowczyk               | 2814         | 843     | przemyślański               |
| 10  | Stryhańce                 | 1527         | 607     | przemyślański               |
| 11  | Wołków                    | 1426         | 584     | przemyślański               |
| 12  | Wojciechowice             | 927          | 432     | przemyślański               |
| 13  | Meryszczów                | 1192         | 455     | przemyślański               |
| 14  | Ostałowice                | 2720         | 666     | przemyślański               |
| 15  | Tuczna z Prybeniem        | 3111         | 654     | przemyślański               |
| 16  | Żędowice                  | 1130         | 420     | przemyślański               |
| 17  | Niedzieliska              | 1005         | 333     | przemyślański               |
| 18  | Kimirz                    | 2580         | 725     | przemyślański               |
| 19  | Uszkowice z Czupernosowem | 2825         | 997     | przemyślański               |
| 20  | Błotnia                   | 2952         | 953     | przemyślański               |
| 21  | Brzuchowice               | 1002         | 461     | przemyślański               |
| 22  | Biłka                     | 1952         | 534     | przemyślański               |
| 23  | Kosteniów                 | 636          | 355     | przemyślański               |
| 24  | Pletenice                 | 1340         | 313     | przemyślański               |
| 25  | Pniatyn                   | 1827         | 127     | przemyślański               |
| 26  | Baczów                    | 1788         | 461     | przemyślański               |
| 27  | Podusilna                 | 2469         | 427     | przemyślański               |
| 28  | Dunajów (m)               | 6054         | 1648    | przemyślański               |
| 29  | Biała                     | 3651         | 1269    | przemyślański               |
| 30  | Nowosiółka                | 1679         | 613     | przemyślański               |
| 31  | Podusów                   | 2111         | 639     | przemyślański               |
| 32  | Poluchów                  | 1716         | 220     | przemyślański               |
| 33  | Potoczany                 | 1821         | 483     | przemyślański               |
| 34  | Rekszyn z Pisarówką       | 1685         | 565     | przemyślański               |
| 35  | Dusanów                   | 3899         | 922     | przemyślański               |
| 36  | Janczyn                   | 2254         | 902     | przemyślański               |
| 37  | Dobrzanica                | 1447         | 535     | przemyślański               |
| 38  | Korzelice                 | 3474         | 1079    | przemyślański               |
| 39  | Hulków                    | 3474         | 185     | przemyślański               |
| 40  | Krasnopuszcza             | 542          | 230     | przemyślański               |

Objaśnienie:
(M) = miasto; (m) = miasteczko